# Hansen Writing Ball

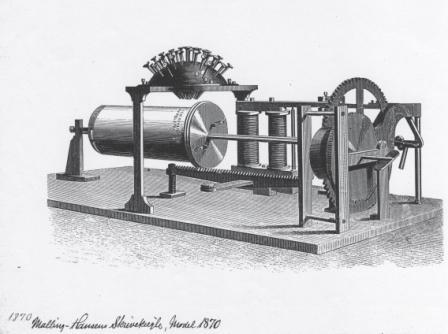
Модель 1870 года выпуска

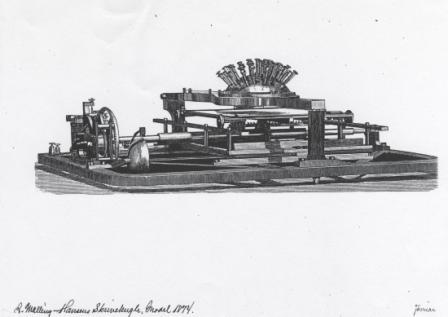
Модель 1874 года выпуска

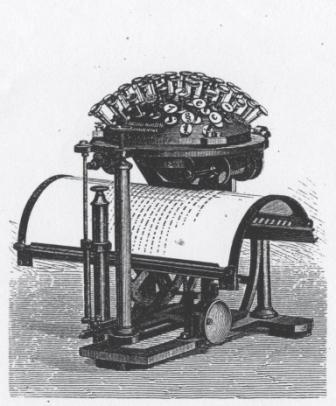
Модель 1878 года выпуска

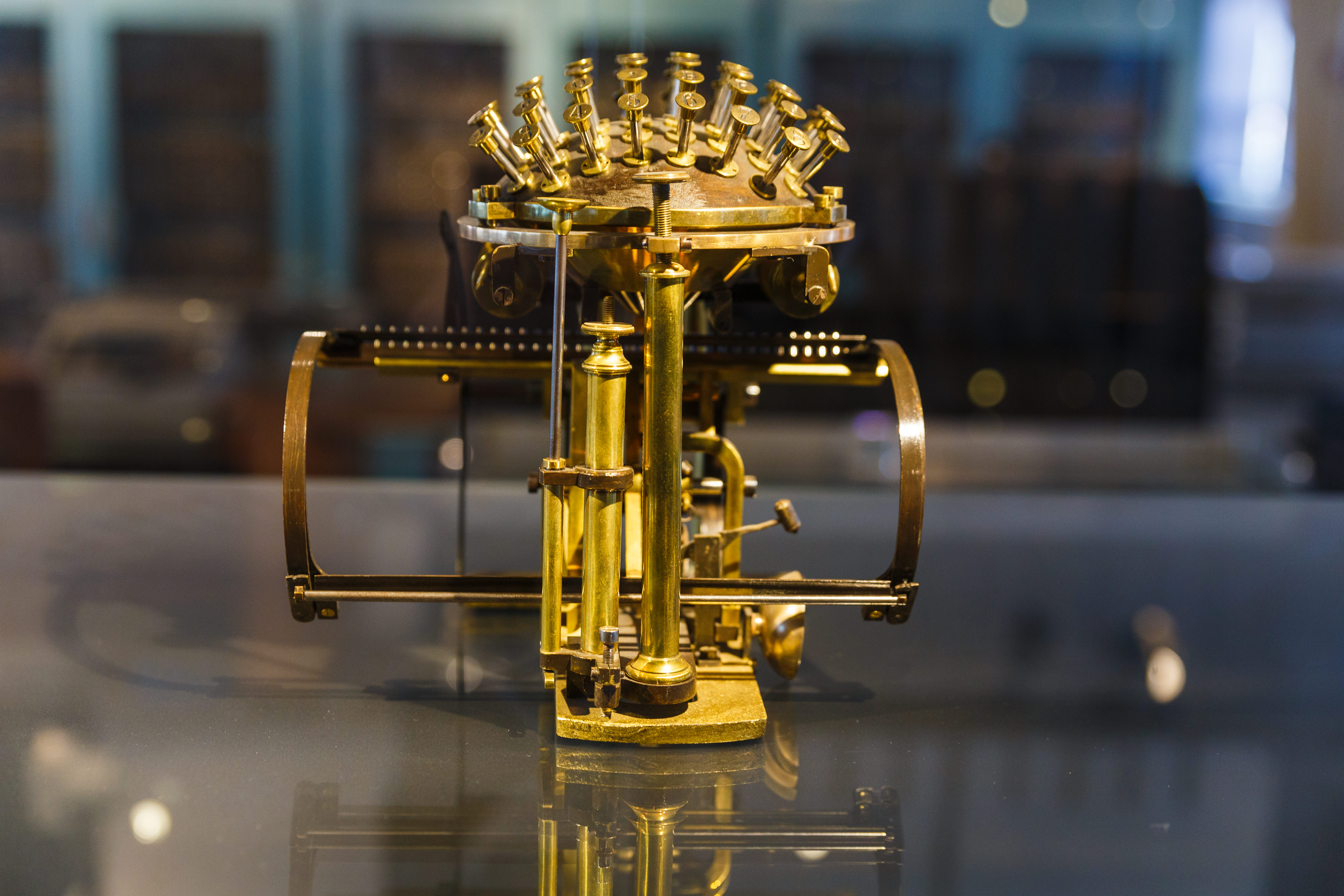
Hansen Writing Ball в технических коллекциях Дрездена

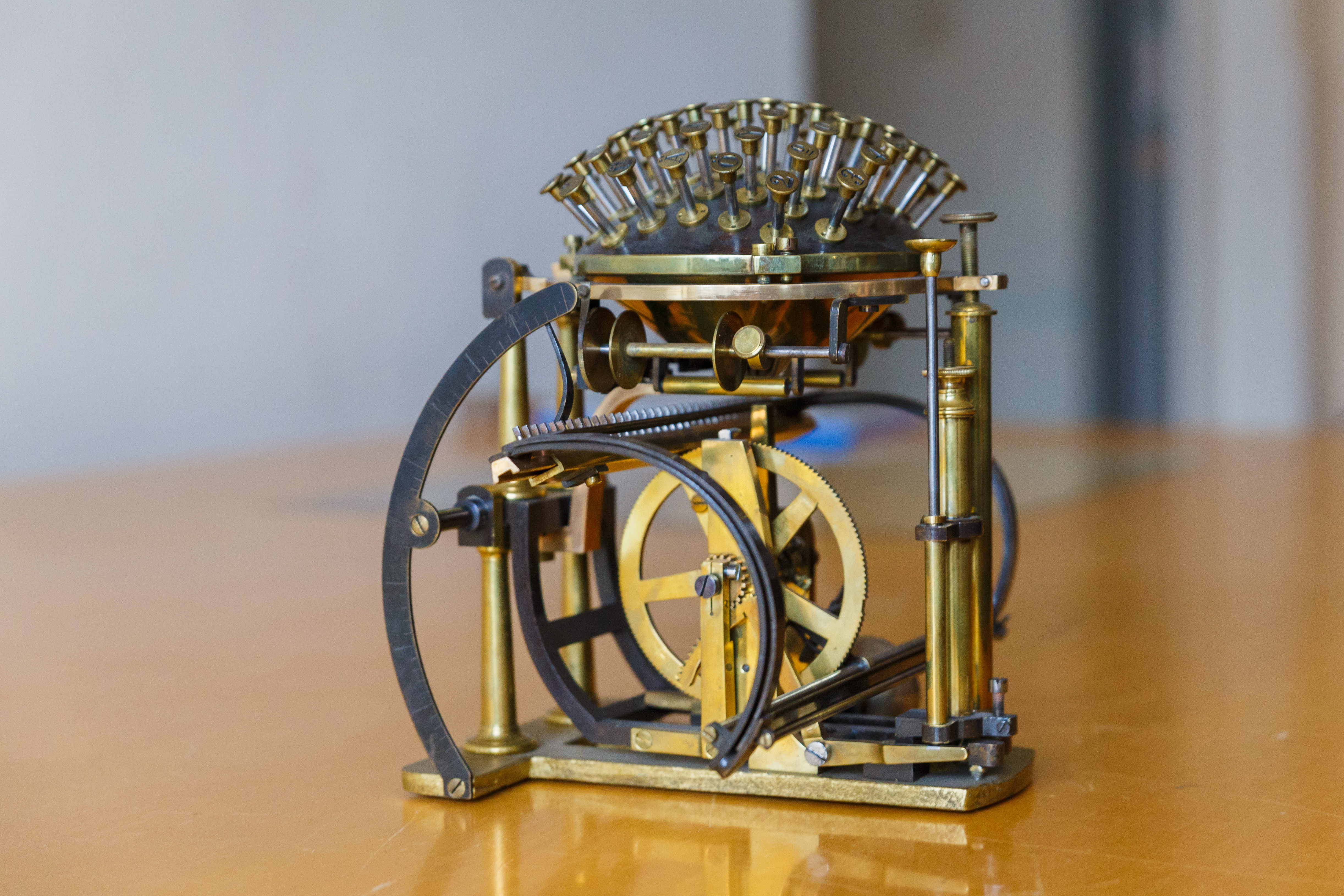
Hansen Writing Ball в технических коллекциях Дрездена

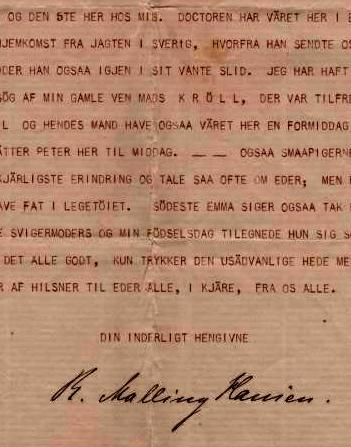
Отрывок из письма, написанного Расмусом Маллинг-Хансеном в 1872 году своему брату Йоргену на балу сочинителей

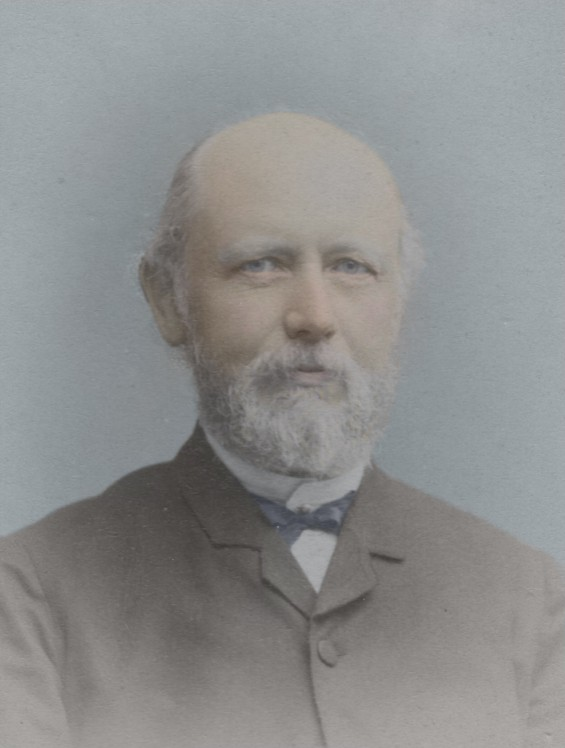
Расмус Маллинг-Хансен в 1890 году

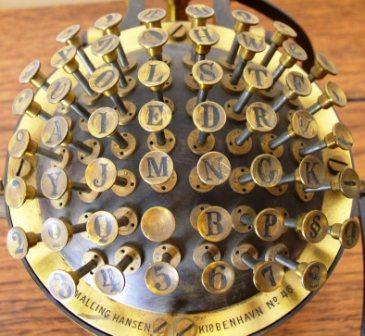
Клавиатура

Hansen Writing Ball — это ранняя пишущая машинка. Она была изобретена в 1865 году, запатентована и запущена в производство в 1870 году и стала первой пишущей машинкой коммерческого производства.

## История
Дизайн шаровой пишущей машинки (дат. skrivekugle) был изобретён в 1865 году священником Расмусом Маллингом-Хансеном (1835—1890), директором Королевского института для слепых и глухонемых в Копенгагене.
Машинка Хансена представляла собой сочетание необычного дизайна и эргономических инноваций: её особенностью было размещение 52 клавиш на большой медной полусфере, благодаря чему устройство напоминало огромную игольницу. В книге Hvem er Skrivekuglens Opfinder («Кто изобрёл шаровую пишущую машинку»), написанной дочерью Маллинг-Хансена Йоханне Агерсков, описываются эксперименты Маллинг-Хансена с моделью его шаровой пишущей машинки, изготовленной из фарфора. Он испытывал различные расположения букв на клавишах, чтобы определить наиболее быстрый способ печати. В результате он разместил наиболее часто используемые буквы так, чтобы их могли быстро набирать самые быстрые пальцы, а большинство гласных букв — слева, согласные — справа. Это в сочетании с короткими поршнями, проходящими сквозь шар, делало скорость печати на шаровой пишущей машинке очень высокой.
Как и большинство пишущих машин раннего 19-го века, она не позволяла видеть бумагу при её прохождении через устройство.

### Ранние модели
Первые модели печатали на бумаге, прикреплённой к цилиндру, который можно было двигать как вращательно, так и продольно, позволяя пользователю вручную форматировать и расставлять буквы. Пользователь прикреплял лист белой бумаги и лист закраски к цилиндру с помощью нескольких зажимов. В эти модели также включался электромагнит для шара, который контролировал движение и управление пишущей машинки, делая её первой электрической пишущей машинкой. Этот электромагнит питался от 10- или 12-элементной батареи и управлял механическим Спусковой механизм часов в механизме пишущей машинки, перемещая каретку на фиксированное расстояние при каждом нажатии поршня.

### Усовершенствования
Маллинг-Хансен внёс несколько улучшений в своё изобретение в течение 1870-х и 1880-х годов, и в 1874 году он запатентовал следующую модель, в которой цилиндр был заменён на плоскую механическую рамку для бумаги. Электромагнитная батарея всё ещё использовалась для перемещения бумаги при печати шаром, и дизайн обеспечивал более низкую вероятность ошибок. Маллинг-Хансен ещё больше усовершенствовал свой дизайн и создал полуцилиндрическую рамку для удержания одного листа бумаги. Эта наиболее известная модель была запатентована в 1875 году, а аккумулятор был заменён механическим эскапментом. Все эти улучшения сделали пишущее устройство проще и компактнее.

## Продажи и популяризация
Машинка была представлена на крупной промышленной выставке в Копенгагене в 1873 году, на всемирной выставке в Вене в 1873 году и на парижской выставке Exposition Universelle. В течение 1870-х годов она получила несколько наград.
Пишущую шаровую машинку продавали во многих странах Европы, и известно, что она использовалась в офисах Лондона ещё в 1909 году. Однако из-за её ручного производства она была вытеснена с рынка массово производимой пишущей машинкой Ремингтон 1, которую начала производить компания E. Remington and Sons в 1873 году.
Маллинг-Хансен также изобрёл очень быструю пишущую машинку для стенографии, называемую Такиграф, и технику копирования под названием Ксерография — обе были изобретены в 1872 году.
Более или менее целые шаровые машинки Маллинга-Хансена были проданы на аукционах за сотни тысяч евро. Сегодня остаётся лишь немного экземпляров.
В 1881 году, когда у него возникли серьёзные проблемы со зрением, Фридрих Ницше хотел купить пишущую машинку, чтобы продолжить писать, и из писем к его сестре известно, что он лично общался с «изобретателем пишущей машинки, г-ном Маллинг-Хансеном из Копенгагена». Он упоминал перед сестрой, что получил письма и даже открытку с набранной на машинке надписью в качестве примера. Ницше получил свою шаровую пишущую машинку в 1882 году непосредственно от изобретателя, Расмуса Маллинг-Хансена, в Копенгагене, Дания. Это была новейшая модель — портативная высокая с цветной лентой, серийный номер 125, и известно, что несколько текстов были написаны им на этой шаровой машинке (примерно 60). Известно, что Ницше также был знаком с новейшей моделью от E. Remington and Sons (модель 2), но он хотел купить портативную пишущую машинку, поэтому выбрал шаровую машинку Маллинг-Хансена, так как эта модель была лёгкой и удобной для переноски. К сожалению, Ницше не был полностью удовлетворён своей покупкой и никогда не овладел умением пользоваться этим инструментом. Было предложено несколько теорий, объясняющих, почему Ницше не использовал её больше. Например, Рюдигер Сафрански указывает на «дефект». Новые исследования показывают, что Ницше не знал, что проблемы с использованием машины были вызваны повреждением во время перевозки в Геную, Италию, где он тогда жил, и обратившись за помощью к механику, не умевшему ремонтировать машинку, человек смог её ещё больше повредить. Ницше утверждал, что на ход его мыслей оказало влияние использование пишущей машинки («Наши письменные инструменты влияют на наши мысли», 1882). Как отмечает один исследователь, «интерес Ницше к риторике и его опыт работы с машинкой влияли на его понимание языка в высокой символической степени: традиции философии языка против научно-технических условий знания». На 16 февраля 1882 года он даже написал стихотворение о своей пишущей шаровой машинке.